# Catostomus occidentalis
Catostomus occidentalis es una especie de peces de la familia Catostomidae en el orden de los Cypriniformes.